# Canthidium riverai
Canthidium riverai là một loài bọ cánh cứng trong họ Bọ hung (Scarabaeidae).